# Масловка (Липецкая область)
Масловка — деревня в Данковском районе Липецкой области, входит в состав Бигильдинского сельсовета.

## География
Деревня расположена на правом берегу Дона.
Через неё проходит автомобильная дорога, имеется остановка общественного транспорта.

## История
В списке населённых мест 1859 года Масловка — деревня казённая и владельческая, 28 дворов, 295 жителей. По данным 1880 года в ней имелся 21 двор, население — 166 человек. В начале 1932 года здесь проживало 250 человек. На 1 января 1997 года, в деревне было 5 дворов и 5 жителей.

## Население
| 2010 |
| ---- |
| 2    |